# Масленников, Владимир Михайлович
Владимир Михайлович Масленников (22 апреля 1968 — 17 мая 1999) — советский и российский футболист, защитник и опорный полузащитник. Сыграл более 300 матчей за саратовский «Сокол».

## Биография
Воспитанник СДЮШОР профкома СЭПО (Саратов). На взрослом уровне начал выступать в 1986 году в составе саратовского «Сокола» во второй лиге. В 1987—1988 годах играл за кировское «Динамо». С 1989 года снова играл за «Сокол», в общей сложности провёл в команде 11 сезонов, сыграл 316 матчей и забил 10 голов в первенствах СССР и России, в том числе 198 матчей — в первом дивизионе России. Был капитаном команды. После ухода из «Сокола» выступал за «Искру» (Энгельс).
17 мая 1999 года был убит сожителем своей бывшей жены на почве бытовой ссоры.